# Haldor Halderson
Haldor "Slim" Halderson, född 6 januari 1900 i Winnipeg, Manitoba, död 1 augusti 1965, var en kanadensisk professionell ishockeyspelare av isländskt påbrå. Han blev olympisk guldmedaljör i Antwerpen 1920. 1920 vann han även Allan Cup med Winnipeg Falcons.

## Karriär
Haldor Halderson inledde ishockeykarriären i hemstaden Winnipeg med Winnipeg Ypres säsongen 1917–18. Säsongen 1918–19 spelade han för Winnipeg Monarchs för att därefter ansluta till Winnipeg Falcons säsongen 1919–20. 1920 vann Halderson både Allan Cup och OS-guld i Antwerpen, Belgien, där de kanadensiska amatörmästarna Winnipeg Falcons representerade det kanadensiska landslaget.
Säsongen 1920–21 blev Halderson professionell med Saskatoon Crescents i SSHL och säsongen därefter, 1921–22, anslöt han till Victoria Aristocrats i Pacific Coast Hockey Association. Säsongen 1922–23 bytte Victoria Aristocrats namn till Victoria Cougars och 1925 vann Halderson Stanley Cup med klubben sedan Montreal Canadiens från NHL besegrats med 3-1 i matcher i finalserien. I Victoria Cougars lag spelade även centern Frank Fredrickson, Haldersons tidigare lagkamrat från Winnipeg Falcons och det kanadensiska OS-laget.
Säsongen 1926–27 spelade Halderson för Detroit Cougars, Toronto St. Patricks och Toronto Maple Leafs i NHL. Han avslutade sin karriär 1937 efter att ha spelat två säsonger i Canadian-American Hockey League och åtta säsonger i American Hockey Association.

## Statistik
MMHL = Manitoba Military Hockey League, MHL-Sr. = Manitoba Hockey League, Can-Am = Canadian-American Hockey League, AHA = American Hockey Association
| 1917–18            | Winnipeg Ypres                             | MMHL               | 7   | 5  | 6  | 11  | 4   | —  | — | — | —  | —  |
|                    | Winnipeg Ypres                             | Allan Cup          | –   | –  | –  | –   | –   | 4  | 4 | 3 | 7  | 4  |
| 1918–19            | Winnipeg Monarchs                          | MHL-Sr.            | 9   | 3  | 5  | 8   | 4   | –  | – | – | –  | –  |
| 1919–20            | Winnipeg Falcons                           | MHL-Sr.            | 9   | 10 | 11 | 21  | 10  | —  | — | — | —  | —  |
|                    | Winnipeg Falcons                           | Allan Cup          | –   | –  | –  | –   | –   | 6  | 4 | 6 | 10 | 6  |
| 1920               | Kanada                                     | OS                 | –   | –  | –  | –   | –   | 3  | 9 | 0 | 9  | 0  |
| 1920–21            | Saskatoon Crescents                        | SSHL               | 16  | 12 | 3  | 15  | 38  | 4  | 8 | 0 | 8  | 9  |
| 1921–22            | Victoria Aristocrats                       | PCHA               | 23  | 7  | 3  | 10  | 13  | –  | – | – | –  | –  |
| 1922–23            | Victoria Cougars                           | PCHA               | 29  | 10 | 5  | 15  | 26  | 2  | 0 | 0 | 0  | 0  |
| 1923–24            | Victoria Cougars                           | PCHA               | 30  | 6  | 2  | 8   | 50  | —  | — | — | —  | —  |
| 1924–25            | Victoria Cougars                           | WCHL               | 28  | 3  | 6  | 9   | 71  | 4  | 1 | 0 | 1  | 12 |
|                    | Victoria Cougars                           | Stanley Cup        |     |    |    |     |     | 4  | 2 | 1 | 3  | 8  |
| 1925–26            | Victoria Cougars                           | WHL                | 23  | 3  | 1  | 4   | 51  | 3  | 1 | 0 | 1  | 10 |
|                    | Victoria Cougars                           | Stanley Cup        | –   | –  | –  | –   | –   | 4  | 1 | 0 | 1  | 8  |
| 1926–27            | Detroit Cougars                            | NHL                | 19  | 2  | 0  | 2   | 29  | –  | – | – | –  | –  |
|                    | Toronto St. Patricks + Toronto Maple Leafs | NHL                | 25  | 1  | 2  | 3   | 36  | –  | – | – | –  | –  |
| 1927–28            | Quebec Castors                             | Can-Am             | 40  | 13 | 5  | 18  | 71  | 6  | 1 | 1 | 2  | 14 |
| 1928–29            | Newark Bulldogs                            | Can-Am             | 40  | 6  | 3  | 9   | 107 | —  | — | — | —  | —  |
| 1929–30            | Kansas City Pla-Mors                       | AHA                | 48  | 8  | 7  | 15  | 76  | 5  | 0 | 0 | 0  | 8  |
| 1930–31            | Kansas City Pla-Mors                       | AHA                | 47  | 5  | 7  | 12  | 77  | 8  | 1 | 1 | 2  | 10 |
| 1931–32            | Kansas City Pla-Mors                       | AHA                | 46  | 9  | 3  | 12  | 69  | 4  | 2 | 0 | 2  | 0  |
| 1932–33            | Kansas City Pla-Mors                       | AHA                | 26  | 1  | 4  | 5   | 30  | —  | — | — | —  | —  |
| 1932–33            | Duluth + Wichita                           | AHA                | 24  | 7  | 2  | 9   | 40  | —  | — | — | —  | —  |
| 1933–34            | Wichita Vikings                            | AHA                | 2   | 0  | 0  | 0   | 0   | –  | – | – | –  | –  |
|                    | Tulsa Oilers                               | AHA                | 48  | 9  | 12 | 21  | 66  | 4  | 0 | 2 | 2  | 4  |
| 1934–35            | Tulsa Oilers                               | AHA                | 48  | 6  | 13 | 19  | 65  | 5  | 1 | 2 | 3  | 2  |
| 1935–36            | Tulsa Oilers                               | AHA                | 48  | 6  | 14 | 20  | 25  | 3  | 0 | 0 | 0  | 4  |
| 1936–37            | Wichita Skyhawks                           | AHA                | 48  | 5  | 4  | 9   | 30  | –  | – | – | –  | –  |
| PCHA totalt        | PCHA totalt                                | PCHA totalt        | 82  | 23 | 10 | 33  | 89  | 2  | 0 | 0 | 0  | 0  |
| WCHL + WHL totalt  | WCHL + WHL totalt                          | WCHL + WHL totalt  | 51  | 6  | 7  | 13  | 122 | 7  | 2 | 0 | 2  | 27 |
| NHL totalt         | NHL totalt                                 | NHL totalt         | 44  | 3  | 2  | 5   | 65  | –  | – | – | –  | –  |
| AHA totalt         | AHA totalt                                 | AHA totalt         | 385 | 56 | 66 | 122 | 478 | 29 | 4 | 5 | 9  | 28 |
| Allan Cup totalt   | Allan Cup totalt                           | Allan Cup totalt   | –   | –  | –  | –   | –   | 10 | 8 | 9 | 17 | 10 |
| Stanley Cup totalt | Stanley Cup totalt                         | Stanley Cup totalt | –   | –  | –  | –   | –   | 8  | 3 | 1 | 4  | 16 |

## Meriter
- OS-guld 1920
- Allan Cup – 1920
- Stanley Cup – 1925